# Campionato sudamericano femminile di pallavolo 1997
Il XXII campionato sudamericano femminile di pallavolo si è svolto nel 1997 a Lima, in Perù. Al torneo hanno partecipato 9 squadre nazionali sudamericane e la vittoria finale è andata per la decima volta, la seconda consecutiva, al Brasile.

## Squadre partecipanti
- Argentina
- Bolivia
- Brasile
- Cile
- Colombia
- Paraguay
- Perù
- Uruguay
- Venezuela

## Classifica finale
| Classifica | Squadre   |
| ---------- | --------- |
|            | Brasile   |
|            | Perù      |
|            | Argentina |
| 4          | Venezuela |
| 5          | Cile      |
| 6          | Colombia  |
| 7          | Paraguay  |
| 8          | Uruguay   |
| 9          | Bolivia   |